# Петроне, Талирия
Талирия Петроне (порт. Talíria Petrone), полное имя Талирия Петроне Соареш (порт. Talíria Petrone Soares; род. 9 апреля 1985, Нитерой, Бразилия) — бразильская феминистка и политик. В 2017—2019 годах служила советником города Нитерой. С 2019 года депутат Палаты депутатов Бразилии от Партии социализма и свободы; с 2021 года является главой парламентской фракции.

## Личная жизнь
Родилась 9 апреля 1985 года в районе Понта-д’Арейя в городе Нитерой, в семье музыканта Карму Жозе ди Лима Соареша и учительницы Патрисии Петроне Соареш. Росла в районе Фонсека. В 2009 году защитила степень бакалавра истории в Университете штата Рио-де-Жанейро. Некоторое время прожила в Португалии, где занималась профессиональным волейболом. Завершив образование, поступила на службу в Государственный департамент образования Рио-де-Жанейро и работала преподавателем истории в школах Сан-Гонсалу и Нитероя. В 2019 году защитила степень магистра социальной работы в Федеральном университете Флумененсе. Замужем за Фелипе Римешем. Имеет дочь.

## Политическая деятельность
В 2010 году вступила в Партию социализма и свободы. В 2012 году баллотировалась от партии в муниципальный совет Нитероя, получила двадцать один голос и осталась в партийном резерве. В том же году начала преподавать на подготовительных курсах в неправительственной организации Редеш-да-Маре, помогавшей выходцам из беднейших общин поступать в высшие учебные заведения. Здесь она познакомилась с Мариэль Франку, под влиянием которой начала заниматься правозащитной деятельностью и стала участницей феминистского движения. С этого времени Петроне идентифицирует себя как афробразильянку, социалистку, феминистку и сторонницу прав ЛГБТ.

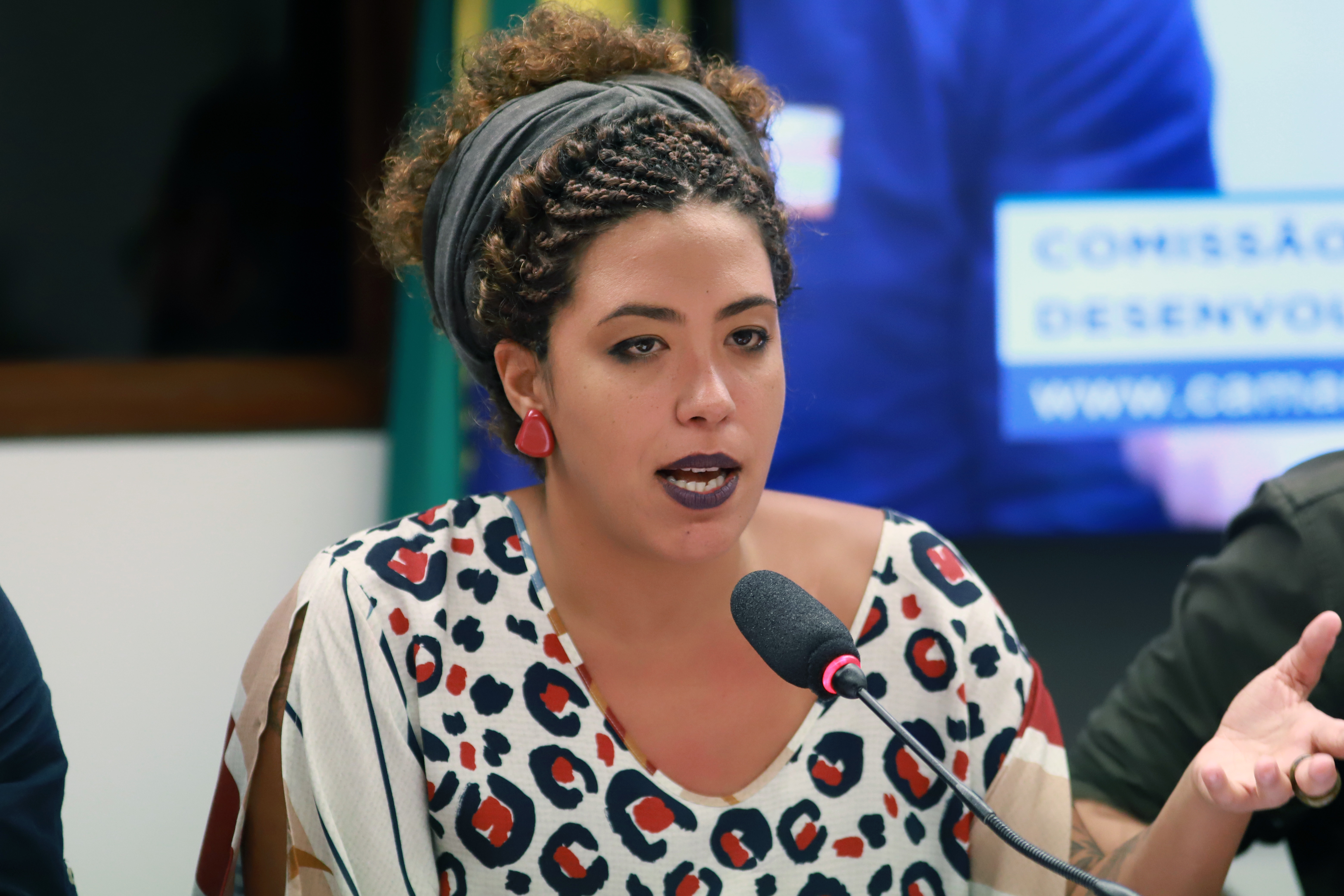
В 2019 году

В 2016 году победила на выборах в муниципальный совет Нитероя и стала городским советником. В совете возглавляла комиссию по правам человека, детей и подростков. Резко осудила превышение полномочий военной полицией Рио-де-Жанейро, которая принудительно сгоняла бездомных в полицейские участки. Стала одним из авторов закона, направленного на предотвращение сексуальных домогательств к женщинам в общественном транспорте.

## Депутатская деятельность

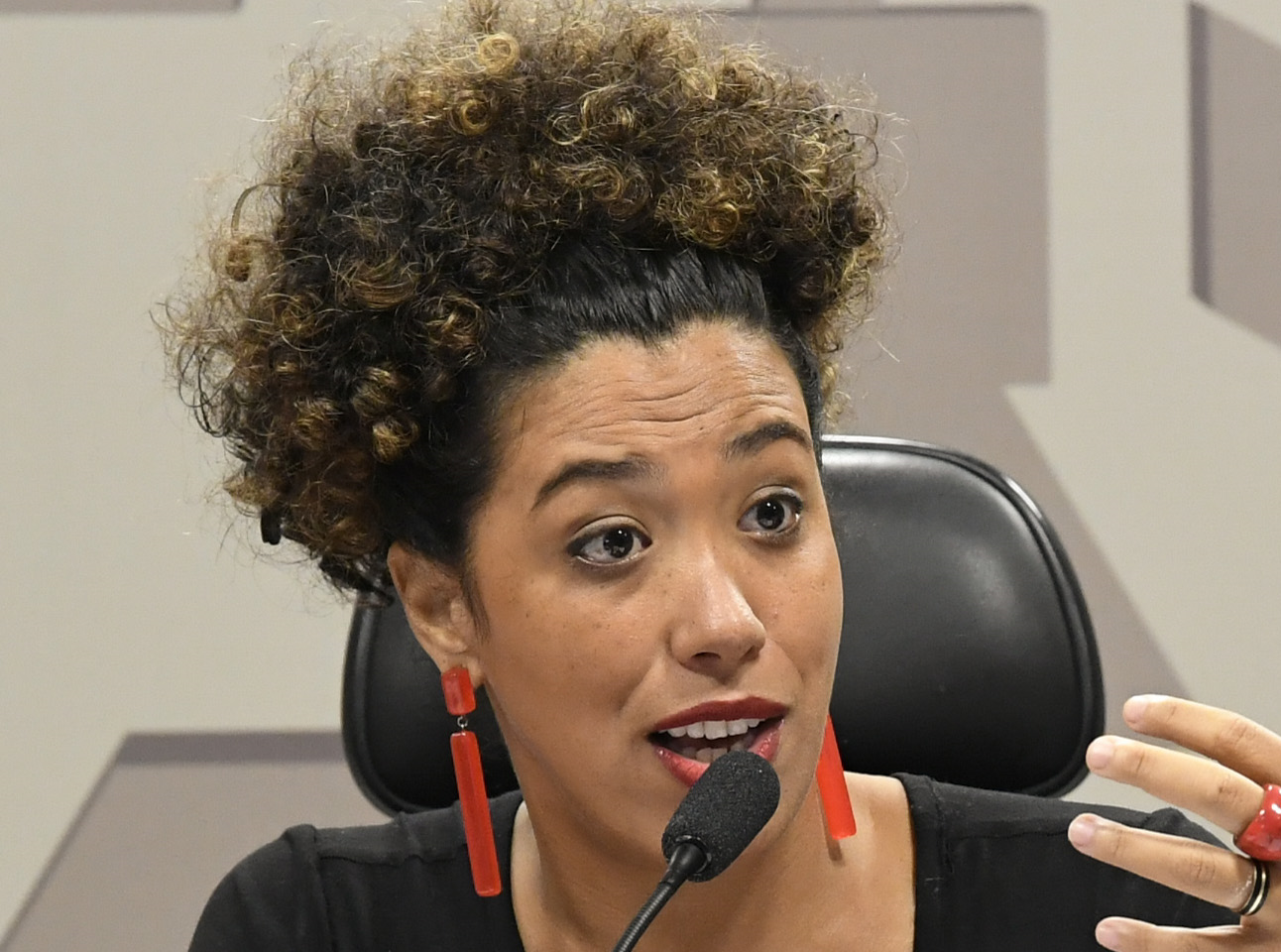
В 2020 году

В ноябре 2017 года подала заявление о возбуждении уголовного дела в связи с полученными анонимными угрозами, которые распространялись на всю Партию социализма и свободы; неизвестные угрожали взорвать штаб-квартиру партии. На всеобщих выборах 2018 года в Бразилии выдвинула свою кандидатуру в Палату депутатов страны и победила. Через полгода ей была предоставлена охрана со стороны государства, так как в ходе расследования федеральной полицией было раскрыто планирование покушения на жизнь Петроне.
В парламенте она является членом комиссии по конституции и правосудию и гражданству. Выступала против внесения изменений в конституцию страны, которые были направлены на ущемление прав женщин. Петроне была членом секретариата по делам женщин и рабочей группы по экологическому лицензированию. Являлась альтернативным членом комиссии по социальному обеспечению и семье, специальной комиссии по уголовно-процессуальному кодексу, специальной комиссии по лекарственным средствам, содержащим каннабис. Исполняла обязанности генерального секретаря парламентского фронта защитников окружающей среды и была координатором феминистского и антирасистского парламентского фронта.